# The Killers (band)
The Killers is een Amerikaanse rockband uit Las Vegas, opgericht in 2002.
Brandon Flowers is de leadzanger van de band, die verder bestaat uit Ronnie Vannucci Jr., Dave Keuning en Mark Stoermer.
In 2005 braken zij, mede dankzij de vele aandacht voor indie, door. Hun singles Mr. Brightside en Somebody Told Me werden een hit in met name het Verenigd Koninkrijk. Ook het eerste album Hot Fuss werd een succes.

## Biografie

### Oprichting (2001-2002)
In 2002 richtte zanger Brandon Flowers samen met Dave Keuning de band The Killers op. Flowers had gereageerd op een advertentie van Keuning in een tijdschrift. Ze hielden van dezelfde muziek en begonnen al gauw samen nummers te schrijven in Keunings appartement. De naam van de band komt uit de videoclip van Crystal van New Order. De band heette eerst The Genius Sex Poets; deze naam is te vinden op het drumstel in de Amerikaanse videoclip van Mr. Brightside. Na een aantal verschillende samenstellingen in de ritmesectie, werden Ronnie Vannucci Jr. en Mark Stoermer uiteindelijk respectievelijk de vaste drummer en bassist van de band.

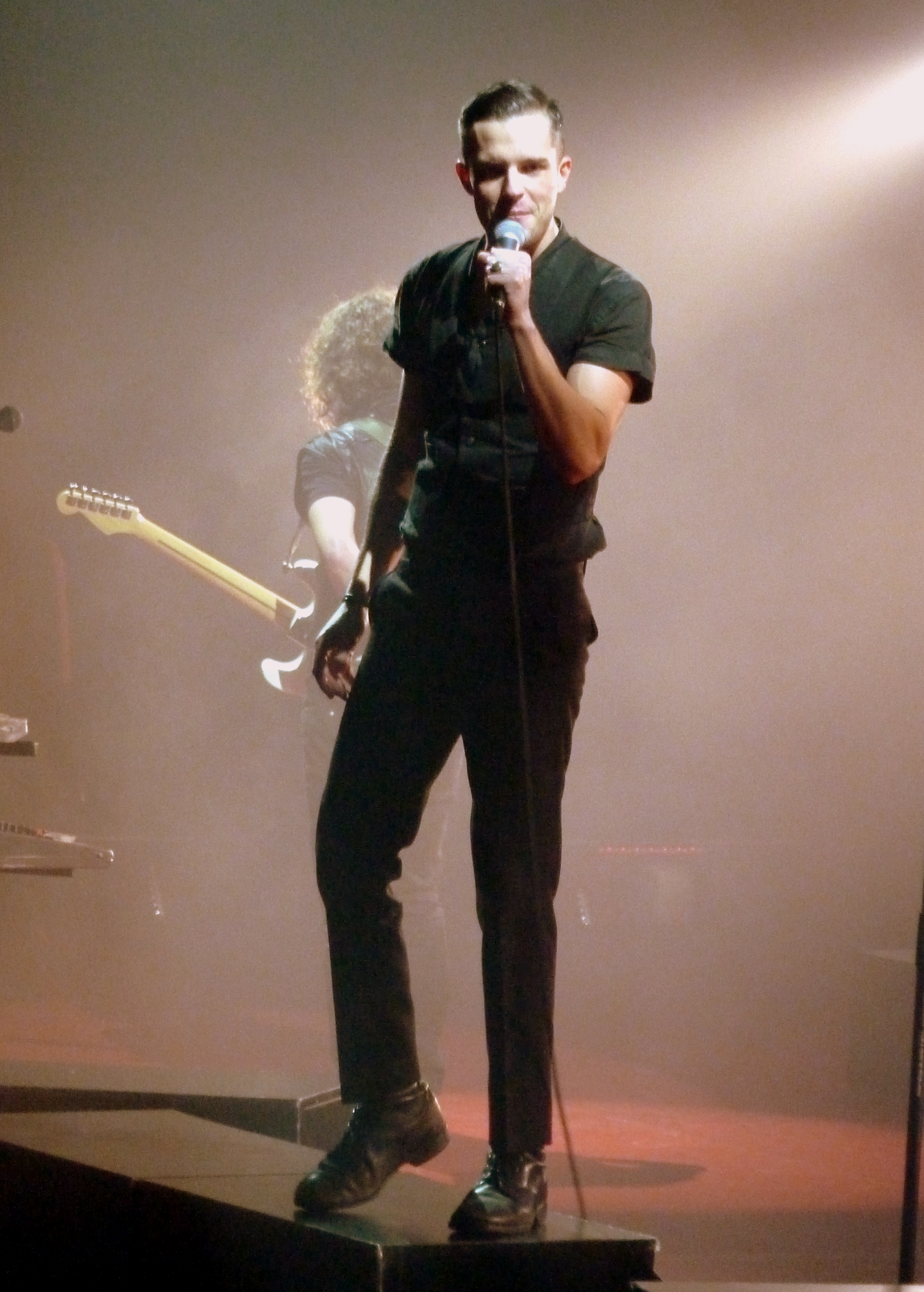
Brandon Flowers

### Hot Fuss(2003-2005)
Het nummer Mr. Brightside werd al tijdens de eerste repetitie geschreven. Er werd een platenmaatschappij gevonden die interesse had in de band en er werd al snel een contract getekend. In 2004 kwam in Nederland het debuutalbum van The Killers uit, genaamd Hot Fuss. Het klinkt erg jaren 80. Volgens MacKenzie Wilson van AllMusic zijn er invloeden te horen van Depeche Mode, Duran Duran en The Cure.
Somebody Told Me werd in Nederland echter eerder opgepikt dan Mr. Brightside. Somebody Told Me haalde in Nederland de top 10 van de 3FM Mega Top 50. Op 3FM werd de single regelmatig gedraaid en uitgeroepen tot Megahit. Mr. Brightside was de opvolger van Somebody Told Me en geïnspireerd op enkele nummers van Joy Division. Van deze single kwam een remix uit die een van de soundtracks voor het jaarlijkse trancefestival Sensation werd. De derde single, All These Things That I've Done, heeft een clip die door fotograaf Anton Corbijn is geregisseerd. Op de tweede editie van Live Aid trad de band met dit nummer op. Smile Like You Mean It was de laatste single op dit album. Beide singles wisten opnieuw de Britste hitlijst te halen.

### Sam's TownenSawdust(2006-2007)
In september 2006 kwam er een nieuwe single uit: When You Were Young. Het was de eerste single van het nieuwe album Sam's Town. In het Verenigd Koninkrijk werd de single een nummer 2-hit. Tot op de dag van vandaag wordt het nummer vaak door de band gebruikt om hun optredens mee af te sluiten. Het nummer Bones verscheen later in 2006 als tweede single. De videoclip van deze single werd geregisseerd door Tim Burton. In maart 2007 verscheen Read My Mind als derde single. Dit nummer werd door zowel de Pet Shop Boys als het duo Gabriel & Dresden succesvol geremixt. In juni 2007 verscheen For Reasons Unknown als vierde single van het album. Op 2 november 2006 wonnen The Killers een Europe Music Award voor beste rock. Sam's Town kreeg gemengde recensies. Daar waar het debuutalbum erg Engels klinkt, streefde de band hier een meer Amerikaans geluid na, aldus Flowers. Sommige critici prezen de ontwikkeling van de band, terwijl anderen, waaronder muziektijdschrift Rolling Stone, er de draak mee staken. De band kreeg in ieder geval meer bekendheid en tijdens de toer voor het album speelden ze op Lowlands, waren ze in 2007 headliner op Glastonbury en speelden ze belangrijke concerten in onder meer Madison Square Garden.
In oktober 2007 bracht de groep een nieuwe single uit. De groep was gevraagd om voor de film Control van Anton Corbijn over Joy Divisionzanger Ian Curtis een cover van Joy Division op te nemen. De groep koos uiteindelijk het nummer Shadowplay. Dit nummer belandde tevens op het album Sawdust, een zogenaamd 'B-sides album'. Naast hun nieuwe nummers stonden op dit album ook een paar gemixte oude nummers. Op dit album stond onder andere een duet met Lou Reed, genaamd Tranquilize.
Voor de kerstperiodes van 2006 en 2007 maakten ze respectievelijk de singles A Great Big Sled en Don't Shoot Me Santa voor Product Red, waarbij alle opbrengsten van deze singles naar aidsfondsen gingen. Het werd een traditie, die de band ruim 10 jaar wist vol te houden. Tussen 2006 en 2016 verscheen er ieder jaar een kerstsingle, waarbij ze de samenwerking zijn aangegaan met artiesten en acteurs als Toni Halliday, Elton John, Neil Tennant, Ryan Pardey, The Bronx, Wild Light, Dawes, Richard Dreyfuss, Owen Wilson en Jimmy Kimmel.

### Day & Ageen rustpauze (2008-2011)
Day & Age werd het derde studioalbum van de band. Het was geproduceerd door Stuart Price, die onder de naam van Jacques Lu Cont eerder succesvol een remix van Mr. Brightside had uitgebracht. Het album kwam op 24 november 2008 in Groot-Brittannië uit en op 25 november van dat jaar volgde de release van het album in de rest van de wereld. Singles van dit album zijn Human, Spaceman, The World We Live In en A Dustland Fairytale. Met name Human bleek een wereldwijd succes en betekende hun eerste stevige hit in Nederland, waar het nummer op de tweede plek in de Top 40 kwam.

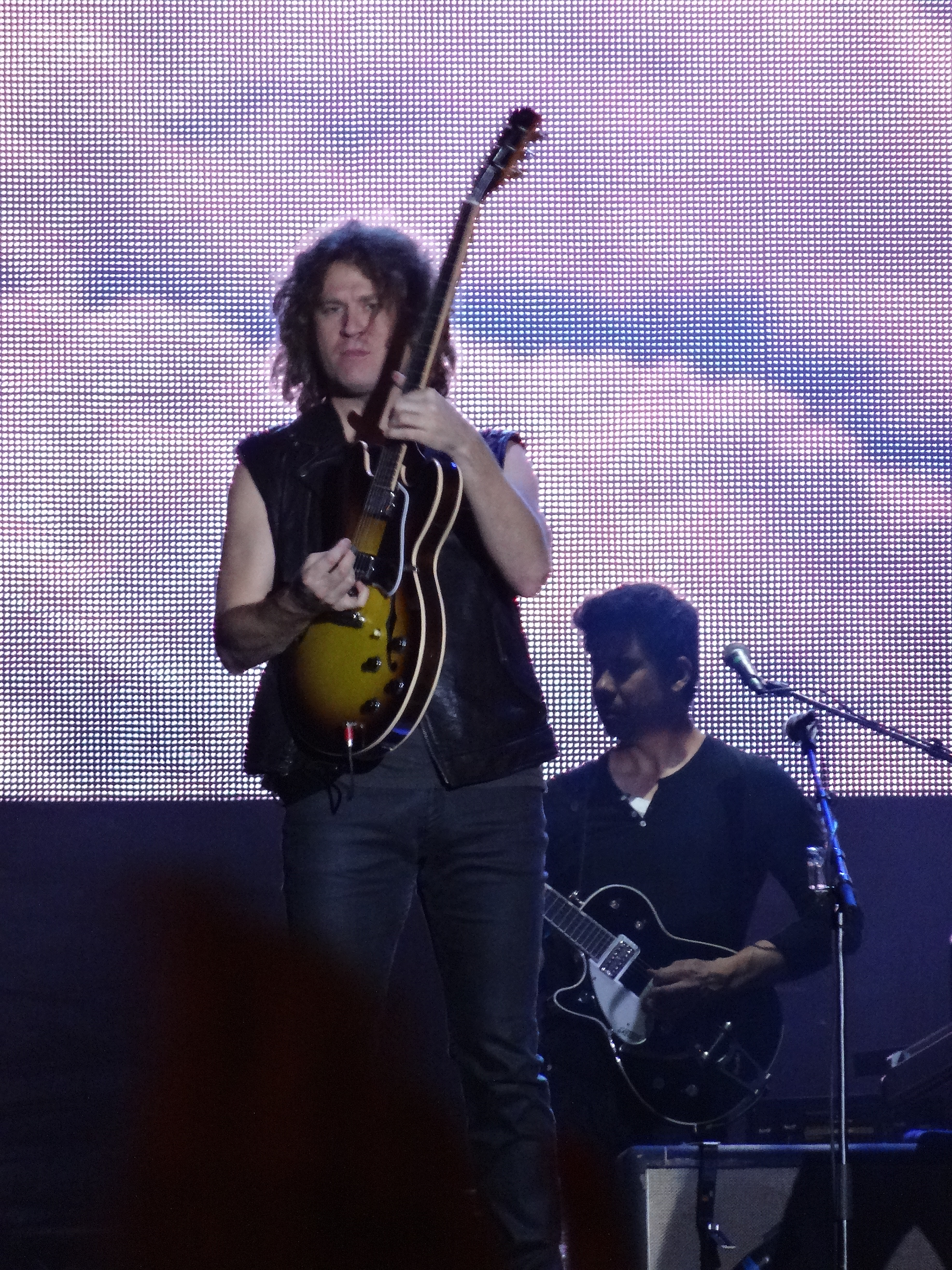
Dave Keuning

Op 12 maart 2009 zouden The Killers een concert geven in de Heineken Music Hall (HMH) in Amsterdam als onderdeel van de Day & Age World Tour. Het concert was binnen enkele dagen uitverkocht, maar werd op het laatste moment afgelast in verband met terroristische dreigingen rond de nabijgelegen Amsterdam ArenA. Op 29 mei dat jaar vond het concert in de HMH alsnog plaats. Een dag later speelden ze op Pinkpop, waarbij ze op eigen verzoek de positie van headliner afsloegen om voor hun held Bruce Springsteen te kunnen spelen. Flowers zong later die avond tijdens de set van Springsteen het nummer Thunder Road met hem. In juli speelde de band twee avonden in de Royal Albert Hall in Londen en dit leverde hun eerste livealbum op, genaamd Live from the Royal Albert Hall. Volgens Flowers waren zowel Londen als het gebouw een weloverwogen keuze om het album op te nemen. Aan het eind van 2009 werd Sam's Town door lezers van Rolling Stone, het tijdschrift dat het album na uitkomst had afgekraakt, uitgeroepen tot meest ondergewaardeerde album van het decennium.
Op 19 januari 2010 maakten The Killers bekend een rustpauze te nemen. Hoelang die zou gaan duren werd niet bekendgemaakt. Het concert dat de band op 21 februari speelde in Melbourne was voorlopig hun laatste officiële optreden.
De tijd werd gebruikt door enkele bandleden om uit te rusten, maar er vonden ook andere projecten plaats. Brandon Flowers, de zanger, bracht tijdens deze tijdelijke onderbreking een soloalbum uit, getiteld Flamingo. De eerste single van dat album, Crossfire, wist de Nederlandse Top 40 te bereiken. Drummer Ronnie Vannucci speelde mee in het zijproject van Tim Rice-Oxley en Jesse Quin (Keane) en bracht ook zijn eigen soloalbum uit onder de titel Big Talk. Bassist Mark Stoermer plaatste op zijn blog een gratis te downloaden soloalbum, Another Life. The Killers gaven enkele losse optredens tijdens de rustpauze, waaronder op Hard Rock Calling, een festival in Hyde Park, in 2011.

### Battle Born,Direct Hitsen tweede rustpauze (2012-2016)
In juli 2012 verscheen de eerste single genaamd Runaways van het album Battle Born, dat vervolgens in september 2012 werd uitgebracht. Voor dit album werkte de band samen met vijf producers: Steve Lillywhite, Damian Taylor, Brendan O'Brien, Daniel Lanois en Stuart Price. De tweede single werd Miss Atomic Bomb en verscheen in oktober. De derde single, uitgebracht in december, heet Here With Me.
Op 11 maart 2013 traden de heren op in de Amsterdamse concertzaal Ziggo Dome en op 14 juni 2013 sloten The Killers de eerste dag van Pinkpop af. Op 22 juni 2013 speelden The Killers hun grootste optreden tot nu toe in het Wembley Stadion. Dit concert werd zeer positief ontvangen. Tevens zorgde de Battle Born World Tour ervoor dat ze optraden in gebieden waar ze nog nooit eerder gespeeld hadden, zoals Rusland en China.
Half september 2013 verscheen de eerste single genaamd Shot at the Night van het album Direct Hits, dat op 12 november 2013 officieel is uitgebracht. De tweede single werd uitgebracht in november van datzelfde jaar en heet Just Another Girl. Ter promotie van dit verzamelalbum werden een aantal concerten gegeven. Zo traden zij op 8 november op in de Amsterdamse poptempel Paradiso en 10 november op de MTV EMA's, gehouden in de Ziggo Dome.
Op 2 december 2014 werd bekend dat de debuutsingle Mr. Brightside voor het eerst een plaats in de Top 2000 heeft ingenomen. In 2015 kwam daar nog Somebody Told me bij. Samen met Human hebben The Killers nu dus drie singles in de Top 2000 staan.
Na de Battle Born World Tour volgde er opnieuw een rustpauze, waarbij de bandleden zich met andere projecten bezighielden. Flowers bracht in 2015 zijn tweede soloalbum uit, genaamd The Desired Effect, en ging ook met dit album op toer. Ook Vannucci Jr. en Stoermer brachten opnieuw solo-albums uit. Tijdens deze periode deed de band enkele festivals aan en trad sporadisch op. in 2016 speelden ze twee avonden in het Sam's Town Hotel & Gambling Hall in Las Vegas om het tienjarig bestaan van hun tweede album Sam's Town te vieren. De band speelde het gehele album tijdens deze twee avonden, evenals enkele van hun bekendste hits uit de periodes voor en na Sam's Town.

### Wonderful Wonderful(2017-2018)
Op 14 juni 2017 maakten The Killers hun comeback met het nummer The Man. Het nummer werd aan het eind van het jaar bij het BBC-programma van Annie Mac uitgeroepen tot Hottest Record of the Year.
Op 22 september 2017 brachten The Killers hun vijfde studioalbum uit, Wonderful Wonderful. Het album werd geproduceerd door Jacknife Lee. De albumcover is opnieuw gemaakt door de Nederlandse fotograaf Anton Corbijn. Het album bereikte in zowel de Verenigde Staten als in het Verenigd Koninkrijk de eerste plaats in de albumcharts. Andere singles die voor dit album werden uitgebracht waren Run for Cover en Rut.
Vlak voor aanvang van de tournee voor het album maakte de band bekend dat zowel bassist Mark Stoermer als gitarist Dave Keuning niet zouden deelnemen aan de toer. Verschillende redenen werden hiervoor genoemd. Bij Stoermer zouden andere ambities en enkele gezondheidsklachten een rol spelen. Keuning zou vooral meer tijd willen doorbrengen met zijn gezin, al werd benadrukt dat zowel hij als Stoermer nog altijd bandleden zijn. Flowers gaf aan dat Stoermer zelfs een belangrijke rol speelde bij de totstandkoming van het vijfde album.

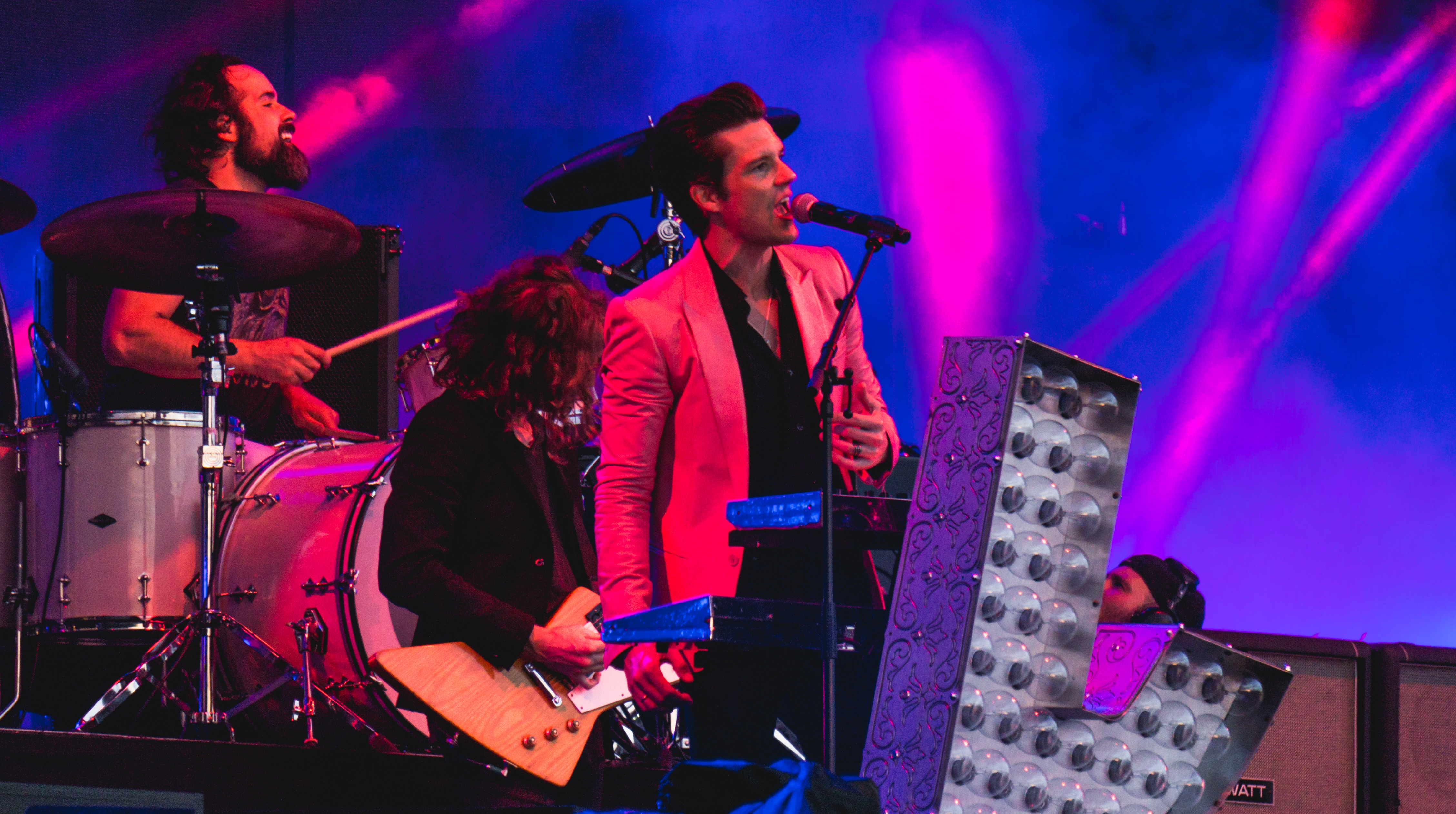
The Killers live in 2017

Toermuzikanten Ted Sablay en Jake Blanton namen de rollen van Keuning en Stoermer over tijdens de Wonderful Wonderful World Tour. Op 28 februari speelde de band in de Ziggo Dome, maar het optreden werd matig ontvangen. Het werd zelfs het eerste concert ooit waarbij de band niet het nummer Mr. Brightside speelde.

### Imploding the Mirage(2019-2020)
Op 15 november 2019 kondigden The Killers hun zesde album aan, getiteld Imploding the Mirage. Op 12 maart 2020 bracht de band de eerste single van dit album uit, Caution. Het nummer bevat een gitaarsolo van Lindsey Buckingham en deed het vrij goed op de alternatieve radiostations, met name in de Verenigde Staten. De tweede single, My Own Soul's Warning, volgde op 17 juni van hetzelfde jaar.
Op 21 augustus 2020 werd het album uitgebracht. Dave Keuning bleek, naast een toerpauze, ook een opnamepauze te hebben ingelast. Hij is niet te horen op het album en de gitaarpartijen werden ingespeeld door andere muzikanten. Bassist Mark Stoermer was daarentegen wel betrokken bij de opnames, waarbij hij soms ook de gitaarpartij inspeelde.

### Pressure Machineen Keunings terugkeer (2021-heden)
Vlak na de release van Imploding the Mirage in 2020, kondigde Flowers al aan dat de band bezig was met het werken aan het zevende studioalbum. Hiervoor werkt de band opnieuw samen met Jonathan Rado en Shawn Everett, die ook verantwoordelijk waren voor de productie van het voorgaande album. In januari 2021 keerde Dave Keuning terug in de studio om mee te werken aan de opnames. Mark Stoermer was dit keer niet bij de opnames aanwezig vanwege de COVID-19 pandemie. Het album, Pressure Machine, werd op 13 augustus 2021 uitgebracht. Het album bevat geen singles en is een conceptalbum. Wel werd Runaway Horses, een duet met Phoebe Bridgers, op de radio gedraaid en werd een 3FM Megahit. De nummers op het album gaan over Flowers' jeugd in Nephi, Utah. Het album kreeg over het algemeen lovende kritieken.
In maart 2022 begon de band met het toeren voor Imploding the Mirage, hoewel ook enkele nummers van Pressure Machine geregeld gespeeld worden. Dave Keuning keerde terug voor de live optredens, maar Mark Stoermer nog niet. Stoermer zou echter wel geïnteresseerd zijn in de opnames voor het volgende album. De band speelde op 3 juli op Rock Werchter en op 16 juli stonden ze in de Ziggo Dome, waarmee ze het Europese gedeelte van de toer afsloten. Flowers noemde het optreden in Amsterdam in een interview op de Australische TV één van zijn favoriete shows van de toer.
Datzelfde jaar gaf The Killers aan bezig te zijn met de opnames van het achtste studioalbum. Het nummer Boy, wat de eerste single van het album had moeten worden, werd uitgebracht op 5 augustus 2022. In de zomer van 2023 kwam daar het nummer Your Side of Town bij. Niet veel later legde de band de opnames van het album echter stil, omdat Brandon Flowers naar eigen zeggen "geen connectie" voelde met de nieuwe muziek. Hij gaf aan dat hij de sound van het album te veel vond lijken op hun doorbraakalbum "Hot Fuss", terwijl hij liever rustigere muziek wilde maken zoals op "Pressure Machine". De voor het album bedoelde singles verschenen uiteindelijk als nieuwe nummers op het verzamelalbum Rebel Diamonds, dat in december 2023 verscheen.
In augustus 2024 verscheen de single Bright Lights.

## Bandleden
Huidige leden
- Brandon Flowers - zang, synthesizer, basgitaar (2001-nu)
- Ronnie Vannucci Jr. - drums (2002-nu)
- Dave Keuning - gitaar (2001-2017, 2020-nu)
- Mark Stoermer - basgitaar (2002-2020, 2023-nu)

Voormalige leden
- Dell Neal – basgitaar, achtergrondzang (2001–2002)
- Matt Norcross – drums (2001–2002)
- Brian Havens – drums (2002)

Tourleden
- Ted Sablay – keyboard, gitaar, achtergrondzang (2006–2007, 2011–nu)
- Jake Blanton – keyboard, gitaar, basgitaar, achtergrondzang (2011–nu)
- Robbie Connolly - keyboard, gitaar, achtergrondzang (2017-nu)
- Taylor Milne - gitaar, keyboard, achtergrondzang (2017-2020, 2022-nu)
- Amanda Brown - achtergrondzang (2017-nu)
- Erica Canales - achtergrondzang (2017-nu)
- Danielle Withers - achtergrondzang, viool, akoestische gitaar (2017-nu)

#### Voormalige tourleden
- Rob Whited – percussie (2006–2014)
- Bobby Lee Parker - akoestische gitaar (2008-2014)
- Ray Suen - keyboard, viool, achtergrondzang (2008-2010)
- Tommy Marth - saxofoon, achtergrondzang (2008-2010; overleden)
- Brian Karscig - gitaar, keyboard, achtergrondzang (2016)

## Discografie

### Albums
| Album met eventuele hitnotering(en) in de Nederlandse Album Top 100 | Datum van verschijnen | Datum van binnenkomst | Hoogste positie | Aantal weken | Opmerkingen   |
| ------------------------------------------------------------------- | --------------------- | --------------------- | --------------- | ------------ | ------------- |
| Hot Fuss                                                            | 2004                  | 25-09-2004            | 46              | 23           |               |
| Sam's Town                                                          | 2006                  | 07-10-2006            | 14              | 26           |               |
| Sawdust                                                             | 2007                  | 17-11-2007            | 72              | 2            | B-sides       |
| Day & Age                                                           | 2008                  | 29-11-2008            | 12              | 42           |               |
| Live from the Royal Albert Hall                                     | 2009                  | 14-11-2009            | 35              | 8            | Livealbum     |
| Battle Born                                                         | 14-09-2012            | 22-09-2012            | 7               | 14           |               |
| Direct Hits 2003-2013                                               | 2013                  | 16-11-2013            | 40              | 3            | Verzamelalbum |
| Wonderful Wonderful                                                 | 2017                  | 30-09-2017            | 12              | 3            |               |
| Imploding the Mirage                                                | 21-08-2020            | 29-08-2020            | 16              | 1            |               |
| Pressure Machine                                                    | 13-08-2021            | 21-08-2021            | 17              | 1            |               |

| Album met hitnotering(en) in de Vlaamse Ultratop 200 albums | Datum van verschijnen | Datum van binnenkomst | Hoogste positie | Aantal weken | Opmerkingen   |
| ----------------------------------------------------------- | --------------------- | --------------------- | --------------- | ------------ | ------------- |
| Hot Fuss                                                    | 2004                  | 23-04-2005            | 48              | 7*           |               |
| Sam's Town                                                  | 2006                  | 14-10-2006            | 13              | 42           |               |
| Sawdust                                                     | 2007                  | 24-11-2007            | 66              | 2            |               |
| Day & Age                                                   | 2008                  | 29-11-2008            | 12              | 32           |               |
| Battle Born                                                 | 2012                  | 22-09-2012            | 6               | 28           |               |
| Direct Hits 2003-2013                                       | 2013                  | 23-11-2013            | 18              | 15           | Verzamelalbum |
| Wonderful Wonderful                                         | 2017                  | 30-09-2017            | 7               | 15           |               |
| Imploding the Mirage                                        | 2020                  | 29-08-2020            | 4               | 8            |               |
| Pressure Machine                                            | 13-08-2021            | 21-08-2021            | 8               | 2            |               |

### Singles
| Single met eventuele hitnotering(en) in de Nederlandse Top 40 | Datum van verschijnen | Datum van binnenkomst | Hoogste positie | Aantal weken | Opmerkingen                                           |
| ------------------------------------------------------------- | --------------------- | --------------------- | --------------- | ------------ | ----------------------------------------------------- |
| Somebody Told Me                                              | 15-03-2004            | 25-09-2004            | tip5            | -            | Nr. 41 in de Single Top 100, nr.7 in de Mega Top 50   |
| Mr. Brightside                                                | 01-12-2004            | -                     |                 |              | Nr. 66 in de Single Top 100, nr. 35 in de Mega Top 50 |
| All These Things That I've Done                               | 2004                  | -                     |                 |              | Nr. 66 in de Single Top 100, nr. 36 in de Mega Top 50 |
| When You Were Young                                           | 18-09-2006            | 07-10-2006            | tip11           | -            | Nr. 71 in de Single Top 100                           |
| Read My Mind                                                  | 13-02-2007            | -                     |                 |              | Nr. 95 in de Single Top 100                           |
| Human                                                         | 07-11-2008            | 22-11-2008            | 2               | 20           | Nr. 6 in de Single Top 100, nr. 4 in de Mega Top 50   |
| Spaceman                                                      | 04-11-2008            | 14-03-2009            | 22              | 7            | Nr. 57 in de Single Top 100, nr.18 in de Mega Top 50  |
| The World We Live In                                          | 2009                  | 13-06-2009            | tip2            | -            |                                                       |
| Boots                                                         | 29-11-2010            | -                     |                 |              | Nr. 85 in de Single Top 100                           |
| Runaways                                                      | 09-07-2012            | 04-08-2012            | 34              | 5            | Nr. 64 in de Single Top 100, nr. 17 in de Mega Top 50 |
| Caution                                                       | 2020                  | 21-03-2020            | tip16           | 5            |                                                       |

| Single met hitnotering(en) in de Vlaamse Ultratop 50 | Datum van verschijnen | Datum van binnenkomst | Hoogste positie | Aantal weken | Opmerkingen |
| ---------------------------------------------------- | --------------------- | --------------------- | --------------- | ------------ | ----------- |
| When You Were Young                                  | 2006                  | 21-10-2006            | 43              | 2            |             |
| Bones                                                | 2007                  | 03-02-2007            | tip16           | -            |             |
| Read My Mind                                         | 2007                  | 31-03-2007            | tip12           | -            |             |
| Shadowplay                                           | 2008                  | 02-02-2008            | tip10           | -            |             |
| Human                                                | 2008                  | 21-10-2008            | 15              | 18           |             |
| Spaceman                                             | 2008                  | 21-02-2009            | tip6            | -            |             |
| The Cowboys' Christmas Ball                          | 2011                  | 31-12-2011            | tip82           | -            |             |
| Runaways                                             | 2012                  | 21-07-2012            | tip3            | -            |             |
| Miss Atomic Bomb                                     | 2012                  | 03-11-2012            | tip22           | -            |             |
| Here With Me                                         | 2013                  | 16-03-2013            | tip62           |              |             |
| Shot at the Night                                    | 2013                  | 21-09-2013            | tip11           | -            |             |
| Just Another Girl                                    | 2013                  | 14-12-2013            | tip14           | -            |             |
| Christmas in L.A.                                    | 2013                  | 21-12-2013            | tip42           | -            | met Dawes   |
| The Man                                              | 2017                  | 24-06-2017            | tip16           | -            |             |
| Run for Cover                                        | 2017                  | 05-08-2017            | tip6            | -            |             |
| Tyson vs Douglas                                     | 2018                  | 14-04-2018            | tip39           | -            |             |
| Land of the Free                                     | 2019                  | 19-01-2019            | tip             | -            |             |
| Caution                                              | 2020                  | 21-03-2020            | tip10           | -            |             |
| Fire in Bone                                         | 2020                  | 02-05-2020            | tip             | -            |             |
| My Own Soul's Warning                                | 2020                  | 27-06-2020            | tip27           | -            |             |
| Blowback                                             | 2020                  | 17-10-2020            | tip19           | -            |             |

### NPO Radio 2 Top 2000
| Nummers met noteringen in de NPO Radio 2 Top 2000 | '09 | '10 | '11 | '12 | '13 | '14  | '15  | '16  | '17  | '18  | '19  | '20  | '21  | '22  | '23  | '24  |
| ------------------------------------------------- | --- | --- | --- | --- | --- | ---- | ---- | ---- | ---- | ---- | ---- | ---- | ---- | ---- | ---- | ---- |
| Human                                             | 754 | 502 | 664 | 400 | 340 | 527  | 623  | 699  | 716  | 829  | 851  | 908  | 814  | 885  | 908  | 973  |
| Mr. Brightside                                    | -   | -   | -   | -   | -   | 1175 | 305  | 244  | 178  | 178  | 185  | 140  | 130  | 118  | 116  | 92   |
| Somebody Told Me                                  | -   | -   | -   | -   | -   | -    | 1499 | 1361 | 1262 | 1223 | 1344 | 1349 | 1279 | 1252 | 1298 | 1312 |

1. ↑  Een '-' betekent dat het nummer niet was genoteerd en een vetgedrukt getal geeft de hoogste notering van een nummer aan.
2. ↑  2009 was het eerste jaar met een notering voor The Killers.

## Prijzen en nominaties

### Grammy Award
- 2005 - Genomineerd voor beste rockalbum met "Hot Fuss"
- 2005 - Genomineerd voor beste rocknummer met "Somebody Told Me"
- 2005 - Genomineerd voor beste rockzang door een duo of groep met "Somebody Told Me"
- 2006 - Genomineerd voor beste popzang door een duo of groep met "Mr. Brightside"
- 2006 - Genomineerd voor Beste rockzang door een duo of groep met "All These Things That I've Done"
- 2007 - Genomineerd voor beste rocknummer met "When You Were Young"
- 2007 - Genomineerd voor beste videoclip met "When You Were Young"

### American Music Award
- 2005 - Genomineerd voor beste doorbraak, favoriete nieuwe artiest

### BRIT Awards
- 2005 - Genomineerd voor beste doorbraak
- 2005 - Genomineerd voor beste internationale album met "Hot Fuss"
- 2007 - Gewonnen: beste internationale groep
- 2007 - Gewonnen: beste internationale album met "Sam's Town"
- 2009 - Genomineerd voor beste internationale groep
- 2009 - Genomineerd voor beste internationale album met "Day & Age"
- 2013 - Genomineerd voor beste internationale groep
- 2018 - Genomineerd voor beste internationale groep

### Billboard Music Award
- 2005 - Genomineerd voor Groep van het Jaar
- 2005 - Genomineerd voor Digitale Nummer van het Jaar met "Mr. Brightside"
- 2005 - Genomineerd voor Beste Moderne Rockartiest van het Jaar

### MTV Video Music Awards
- 2005 - Genomineerd voor beste video van een groep met "Mr. Brightside"
- 2005 - Genomineerd voor beste rockvideo met "Mr. Brightside"
- 2005 - Gewonnen: beste nieuwe artiest

### MTV Europe Music Awards
- 2006 - Gewonnen: beste rockartiest
- 2009 - Genomineerd voor beste alternative-artiest
- 2012 - Genomineerd voor beste rockartiest
- 2013 - Genomineerd voor beste rockartiest
- 2013 - Genomineerd voor beste World Stage
- 2014 - Genomineerd voor beste World Stage
- 2017 - Genomineerd voor beste rockartiest
- 2020 - Genomineerd voor beste rock
- 2021 - Genomineerd voor beste rock
- 2022 - Genomineerd voor beste rock

### Andere prijzen
- 2005 - Gewonnen: NME Award voor beste internationale band
- 2005 - Gewonnen: World Music Award voor 's werelds bestverkochte nieuwe groep